# 시모무라 도미
시모무라 도미(일본어: 下村 東美, 1980년 12월 18일 ~ )는 일본의 전 축구 선수이다.

## 구단 경력
과거 세레소 오사카, 제프 유나이티드 지바, 몬테디오 야마가타, 쇼난 벨마레, 기라반츠 기타큐슈에서 활동하였다.